# Mãe do Rio
Mãe do Rio är en kommun i Brasilien.   Den ligger i delstaten Pará, i den nordöstra delen av landet, 1 500 km norr om huvudstaden Brasília. Antalet invånare är 27 892.
Omgivningarna runt Mãe do Rio är huvudsakligen savann. Runt Mãe do Rio är det ganska glesbefolkat, med 45 invånare per kvadratkilometer.